# Diadegma claripenne
Diadegma claripenne là một loài tò vò trong họ Ichneumonidae.